# Аятан (Міссурі)
Аятан (англ. Iatan) — селище (англ. village) в США, в окрузі Платт штату Міссурі. Населення — 39 осіб (2020).

## Географія
Аятан розташований за координатами 39°28′38″ пн. ш. 94°59′2″ зх. д. / 39.47722° пн. ш. 94.98389° зх. д. (39.477296, -94.983782).  За даними Бюро перепису населення США в 2010 році селище мало площу 0,31 км², уся площа — суходіл.

## Демографія
Згідно з переписом 2010 року, у селищі мешкало 45 осіб у 18 домогосподарствах у складі 11 родини. Густота населення становила 144 особи/км².  Було 22 помешкання (71/км²).
Расовий склад населення:
| - 91,1 % — білих - 6,7 % — чорних або афроамериканців |

До двох чи більше рас належало 2,2 %. Частка іспаномовних становила 0,0 % від усіх жителів.
За віковим діапазоном населення розподілялося таким чином: 26,7 % — особи молодші 18 років, 62,2 % — особи у віці 18—64 років, 11,1 % — особи у віці 65 років та старші. Медіана віку мешканця становила 35,8 року. На 100 осіб жіночої статі у селищі припадало 125,0 чоловіків;  на 100 жінок у віці від 18 років та старших — 94,1 чоловіків також старших 18 років.
Середній дохід на одне домашнє господарство  становив 64 393 долари США (медіана — 58 750), а середній дохід на одну сім'ю — 71 042 долари (медіана — 70 500). 
Цивільне працевлаштоване населення становило 22 особи. Основні галузі зайнятості: виробництво — 36,4 %, роздрібна торгівля — 31,8 %, науковці, спеціалісти, менеджери — 13,6 %, публічна адміністрація — 9,1 %.